# Mátrafüred
Mátrafüred is een dorp aan de zuidflank van het bosrijke Mátragebied in Hongarije. Het ligt 5 km ten noorden van Gyöngyös en op een 10 km van de Kékes, de hoogste berg van het Mátragebergte. Bestuurlijk behoort het tot de stad Gyöngyös, maar de bevolking stemde in een referendum in 2005 voor zelfstandigheid.
Deze plaats trekt veel toeristen. Behalve het hotel Avar zijn er vakantiewoningen, privé-kamers en 3 km verder naar het noorden aan het Sás-tó (= meer) een camping met een motel, houten vakantiehuisjes en een zwembad. Vanuit Mátrafüred kunnen wandelingen gemaakt worden. Er zijn drie uitzichttorens die het gehele gebied overzien. Het plaatsje is door middel van een smalspoorlijn verbonden met Gyöngyös. Ook rijdt er geregeld een bus die Gyöngyös via Mátrafüred met het vlakbijgelegen Mátraháza verbindt.